# Тип 99 (граната)
Тип 99 — японская универсальная граната, состоявшая на вооружении японской императорской армии и императорского флота Японии; использовалась в ходе Японо-китайской и Второй мировой войн.

## История
Ранее принятая на вооружение японской армии граната Тип 97 вызвала ряд нареканий со стороны военных. Так, из-за ненадёжности запала граната была опасна как для противника, так и для гранатомётчика. Кроме того, Тип 97 нельзя было использовать в качестве винтовочной гранаты.
В связи с этим в 1939 году армейское техническое бюро разработало усовершенствованную версию гранаты — Тип 99, в конструкции которой были устранены недостатки гранаты Tип 97.

## Отличие от других японских гранат
В отличие от предыдущих гранат Тип 91 и Тип 97 корпус гранаты Тип 99 не был сегментирован. Корпус гранаты имел гладкую поверхность с фланцами на обоих концах. Довольно серьезно был усовершенствован запал. Новую гранату Тип 99 можно было использовать в качестве ручной и винтовочной гранаты, а также в качестве мины-ловушки.